# Sorokina
Sorokina (en rus: Сорокина) és un poble de l'óblast de Tiumén, a Rússia, que en el cens del 2010 tenia 40 habitants. Es troba al marge esquerre del riu Vagai.